# Долни Вит
До̀лни Вѝт е село в Северна България. То се намира в община Гулянци, област Плевен.

## География
Долни Вит е село в Северна България. Намира се в община Гулянци, област Плевен.
Отстои на 9 км североизточно от гр. Гулянци, на 39 км северно от гр. Плевен и на 193 км североизточно от гр. София. Съседните села Сомовит и Милковица са съответно на 4 км североизточно и на 4 км южно.
Разположено е в низина, съвсем близо до десните брегове на реките Вит и Дунав. Надморската му височина достига 48 м. Климатът е умереноконтинентален със студена зима и топло лято, количеството на валежите е малко.
Железопътен и автобусен транспорт го свързват с останалите населени места. Селото е едно от големите в общината и е много добре уредено. Главните улици са асфалтирани и осветени, изградени са водопреносна и електропреносна мрежи.
Постоянното население наброява около 515 души.
В Долни вит функционират кметство, параклис, читалище, детска градина, магазини и заведение. Най-близкото училище е в с. Милковица.
Селото има стадион и футболен клуб. Любителите на риболова могат да се възползват от условията, които река Вит предоставя за практикуването му, както и за пикници, плаж и разходки.

## История
По време на османската власт, селото се е казвало „Шамлиево“. На един хълм над селото има построен параклис. По път към ЖП гарата се намира стадион „Бенковски“.
До 1953 г. селото се е наричало Шамлиево. Неговите стари жители разказват, че селището носи името на някогашния турски чифликчия Шамли бей, който владеел над 10 000 декара ниви и ливади. След освобождението на България от османско владичество той заминава за Анадола и селяните стават собственици на плодородната земя в околността на селото. Населението се е занимавало със земеделие, животновъдство и градинарство. Селото е разположено по склоновете на възвишение и има югозападно разположение. Поради свличане на земни пластове жителите на селото са принудени да изоставят дворните си места и се преместват на друго място. Това е станало през 1956 година. Селото е застроено в низината, където преди са били зеленчукови градини. Построени са нови къщи, посадени са плодни дървета, а дворовете и улиците са озеленени.

## Кухня
Характерното ястие е „Моаре де пеще“ (от румънското moare de peşte – „рибна саламура“), наричано още „моричика“ и „прясол“. В останалите части на България това ястие е известно и като „влашка саламура“. Приготвя се по следния начин: изпържвате добре, оваляна в царевично брашно (малай) която и да е прясна дунавска риба (най-добре таранка или уклей), или изпичате във фурна едно пиле. Слагате на котлона тенджера с 2 л. вода, щом заври я отдръпвате от котлона. Добавяте изпеченото месо на късчета в предварително подправената със сол и оцет на вкус вода заедно с 1 глава счукан чесън, 5-6 изпечени и обелени чушки и 2-3 люти – пресни или сухи, слага се и печен домат, сол. Консумира се гореща.